# Słupek hektometrowy

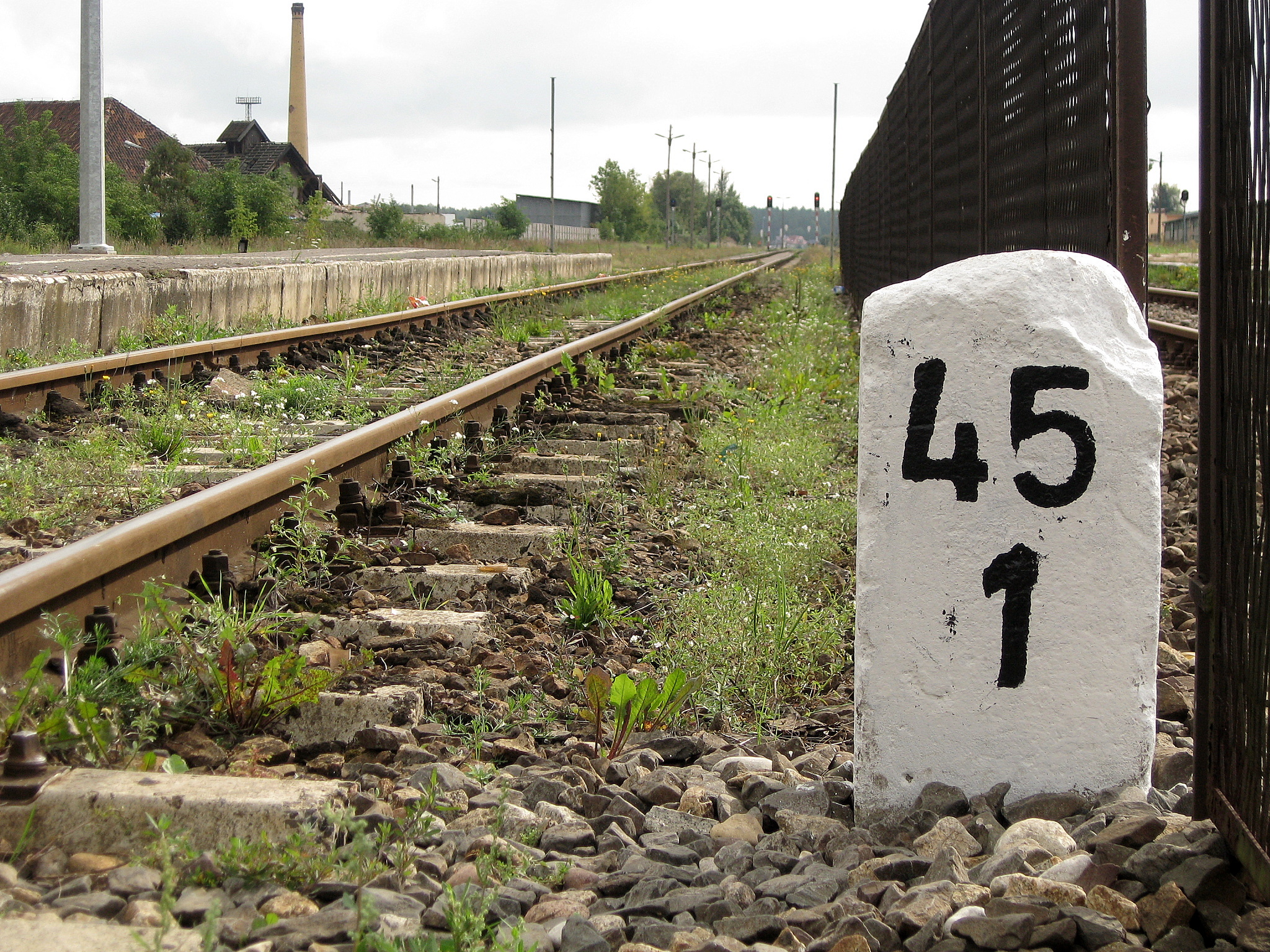
Słupek kilometrowy (punkt o kilometrażu 45,1) na stacji kolejowej w Szczytnie

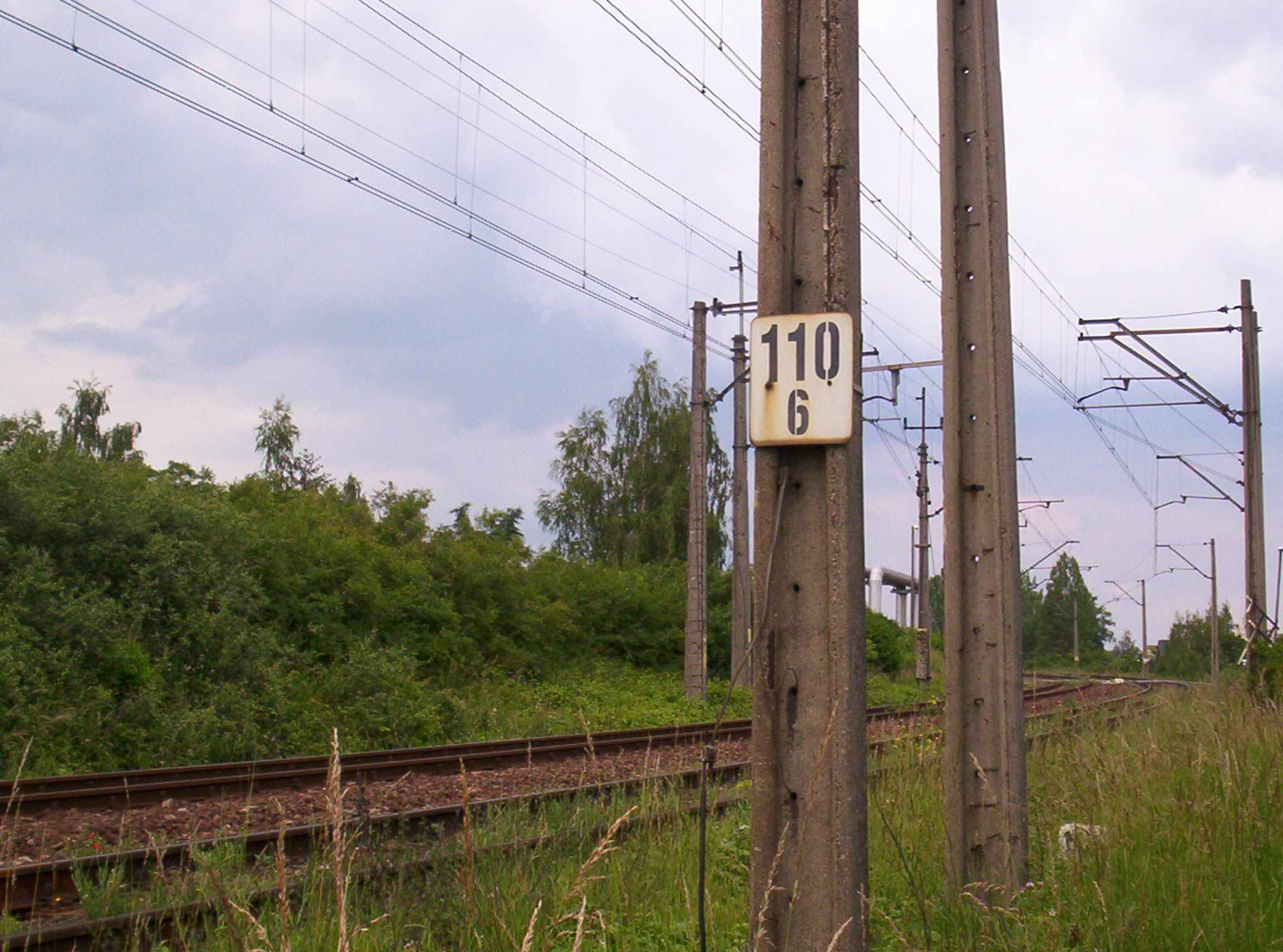
Kilometr 110,6 linii kolejowej nr 14 w Kaliszu

Słupek hektometrowy (wskaźnik hektometrowy - pikietaż) – element towarzyszący infrastrukturze kolejowej, służący do określania w terenie położenia względem początku linii kolejowej. Typowy słupek hektometrowy wykonywany jest w postaci wysokiego na kilkadziesiąt centymetrów betonowego słupka, na którym nanoszony jest bieżący kilometr i hektometr linii. Słupki ustawiane są co sto metrów, zazwyczaj na przemian po lewej i prawej stronie torowiska w odległości 2,5 m od osi toru. Patrząc w kierunku końca linii kolejowej, słupki z hektometrem parzystym stoją po stronie prawej, natomiast z nieparzystym po lewej. W Polsce słupki malowane są na biało, a cyfry na nich - na czarno.
W obecnych czasach, tradycyjne słupki zastępuje się lub uzupełnia metalowymi tablicami, które pełnią tę samą rolę. Na liniach zelektryfikowanych umieszcza się je często na słupach trakcyjnych. W związku z ustawieniem słupów niezależnie od kilometrażu linii na takich tablicach nanosi się dodatkowo przesunięcie względem faktycznego położenia danego hektometra.
Odpowiednikiem na drogach kołowych jest słupek kilometrowy, który z kolei wywodzi się ze stosowanych już w starożytności kamieni milowych.